# مكتب مشع
مكتب مشع (بالكورية:  자체발광 오피스)؛ هو مسلسل تلفزيوني كوري جنوبي من بطولة غو آه-سونغ وها سوكجين. عرض المسلسل على قناة إم بي سي في الفترة من 15 مارس حتى 4 مايو 2017.

## روابط خارجية
مكتب مشع على موقع IMDb (الإنجليزية)
- مكتب مشع على موقع كينوبويسك (الروسية)
- مكتب مشع على موقع قاعدة بيانات الفيلم (الإنجليزية)